# Zethus carbonarius
Zethus carbonarius är en stekelart som beskrevs av Smith 1857. Zethus carbonarius ingår i släktet Zethus och familjen Eumenidae. Inga underarter finns listade i Catalogue of Life.